# Église luthérienne de Bolderāja
L'église luthérienne de Bolderāja (letton : Bolderājas luterāņu baznīca) est une église évangélique-luthérienne située dans le voisinage de Bolderāja à Riga, capitale de Lettonie.

## Présentation
Située au 45 rue Lielakā iela, à Riga, l'église luthérienne de Bolderāja fait partie de l'église évangélique-luthérienne de Lettonie.
L'église a été construite en bois dans le style néo-gothique de 1873 à 1875 et consacrée le 25 mai 1875.
Les paroissiens, la noblesse de Vidzeme, divers fonds de soutien et Dorothea von Hertwig ont fait des dons pour la construction de l'église. L'espace intérieur est conçu pour 400 places.
Ce n'est qu'en 1920 que la paroisse a obtenu le statut de paroisse indépendante.
C'est l'une des rares églises en bois de Lettonie à avoir survécu jusqu'à ce jour.
Le bâtiment fut réparé en 1926 et 1939. En 1973, il fut endommagé par un incendie et la restauration commença à la fin de la décennie.
L'orgue a été fabriqué par le facteur d'orgue Hermani à Liepāja.

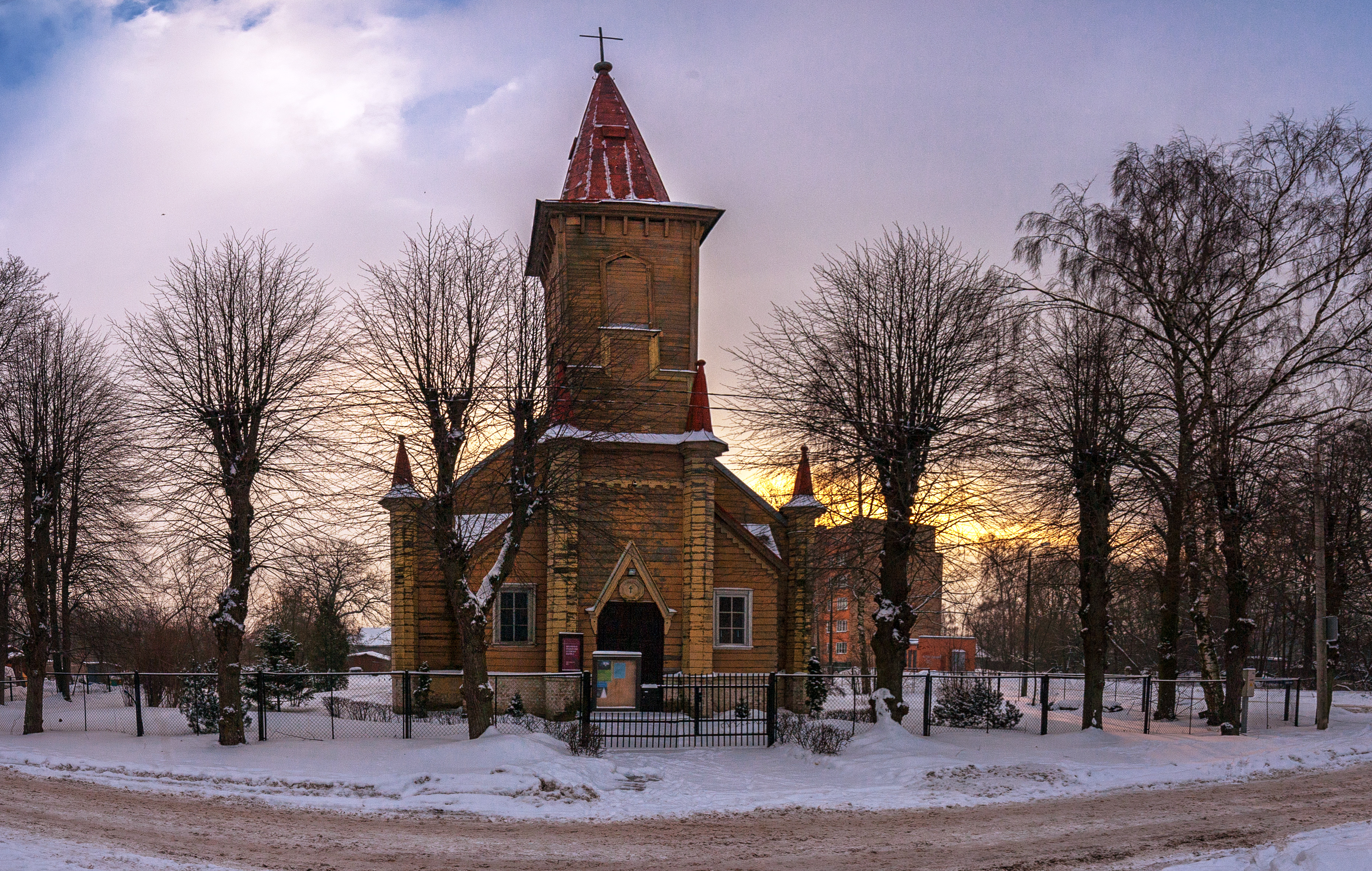